# Vivi Schøyen
Vivi Schøyen, född 18 december 1918, död 2014, var en norsk skådespelare och dramatiker.
Schøyen filmdebuterade 1939 i Helge Lundes Familien på Borgan. Under 1940-talet medverkade hon i filmerna Jeg drepte! (1942), Vigdis (1943) och Sankt Hans fest (1947). På teatern spelade hon i föreställningen To og to er tre på Trøndelag Teater 1942. Efter ett långt avbrott spelade hon 2009 huvudrollen i föreställningen Fabelaktige Fiff og Fam.
År 1944 blev Schøyens första drama Morild uppsatt på Carl Johan-teatret i Oslo. Efter många års frånvaro blev hennes enaktare Opium uppsatt i Radioteatret 1982. Bland hennes övriga verk kan nämnas Over til rødt (Centralteatret, 1988), Mellom barken og veden (Det Åpne Teater, 1989) och Det er bare min kone! (Det Åpne Teater, 1995).

## Filmografi
- 1939 – Familien på Borgan
- 1942 – Jeg drepte!
- 1943 – Vigdis
- 1947 – Sankt Hans fest